# John Keats
John Keats, född 31 oktober 1795 i Moorgate, London, död 23 februari 1821 i Rom, var en brittisk poet. Han är en av den engelska romantikens mest kända skalder trots att han endast var verksam i sex år. Han inspirerades av antiken.
Även om John Keats dikter inte var särskilt uppskattade under hans livstid så vann han en postum ryktbarhet. Vid 1800-talets slut var han en av Storbritanniens mest älskade poeter. Han har haft en viktig inverkan på många senare poeter och författare. Jorge Luis Borges till exempel sa att hans första möte med Keats verk var hans livs viktigaste litterära upplevelse.
Keats poesi karakteriseras av ett sensuellt bildspråk, i synnerhet hans oden. Idag är hans dikter och brev bland de mest populära och de mest analyserade i brittisk litteratur.

## Biografi[2]

### Liv och verk
Keats far, som var stallmästare, dog då Keats var 8 år; hans mor avled i tuberkulos då han var 14. Keats studerade medicin vid Guy's Hospital i London 1815-1817, men lämnade medicinstudierna för poesin. Han debuterade i tidskriften The Examiner och utgav 1817 sitt första verk, diktsamlingen Poems. Året därpå kom eposet Endymion, Isabella och Hyperion. Ett välkänt verk är Ode till en grekisk urna (Ode on a Grecian Urn) från 1819.

### Död

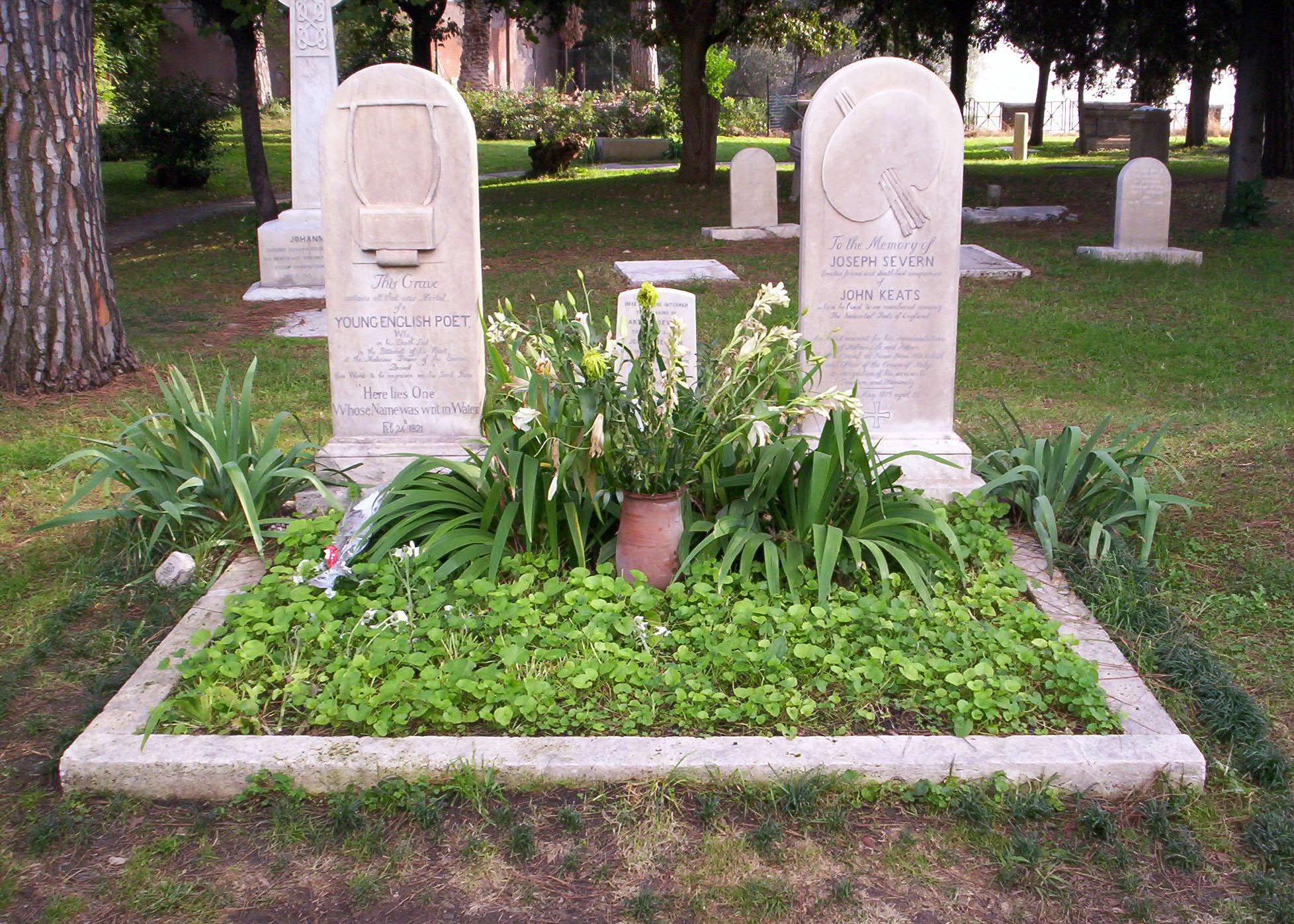
På John Keats gravsten (till vänster) står bland annat något han själv bad skulle stå där: Here lies one whose name was writ in water ["Här vilar en vars namn skrevs i vatten"]. Intill finns en minnesvård över den engelske målaren Joseph Severn som bistod Keats i allt den sista tiden.

Keats led av tuberkulos och seglade till Italien 1820 i ett försök att återfå hälsan. Han bodde i Rom i ett hus på höger sida om Spanska trappan; huset är idag museum. Keats avled i Rom februari 1821 och begravdes redan dagen efter på stadens protestantiska kyrkogård.

### Eftermäle

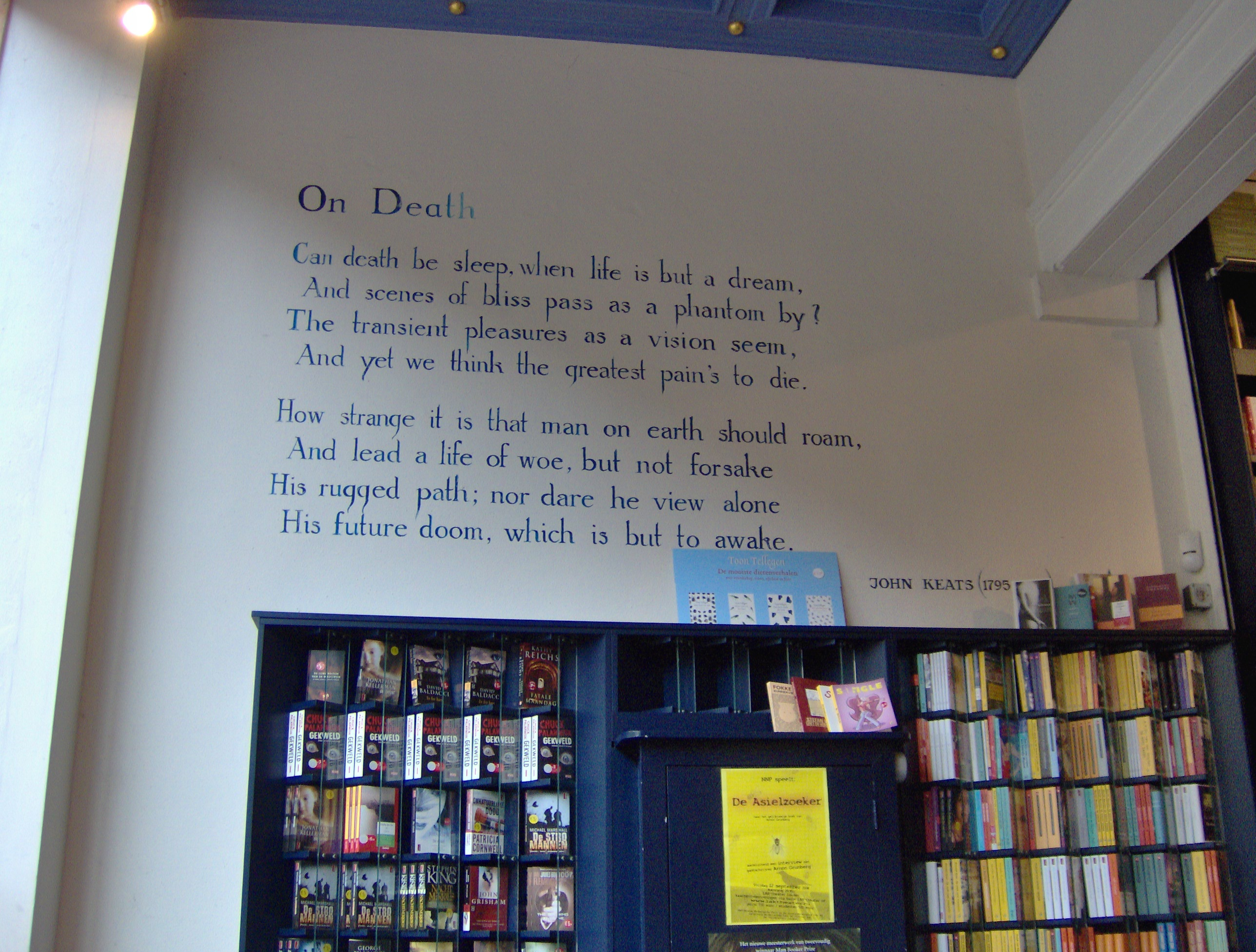
John Keats On death som väggdikt i bokhandeln Van Stockum på Breestraat 113 i den holländska staden Leiden.

Keats var, tillsammans med Lord Byron och Percy Bysshe Shelley, ett av de främsta namnen inom den litterära rörelse som kallas romantiken. Bland senare namn som inspirerats av Keats finns Alfred Tennyson och Jorge Luis Borges.
Keats har fått ett förnyat intresse tack vare filmen Bright Star (2009) av den oscarbelönade regissören Jane Campion.
Nedslagskratern Keats på planeten Merkurius och asteroiden 4110 Keats är uppkallade efter honom.